# Copa Intertoto de la UEFA 1996
La Copa Intertoto de la UEFA 1996 es la 2.ª edición de este torneo de fútbol a nivel de clubes organizado por la UEFA, en donde participaron 60 equipos del continente.
El torneo dio 3 plazas para la Copa de la UEFA 1996-97, las cuales se ganaron el Silkeborg IF de Dinamarca, el Guingamp de Francia y el Karlsruher de Alemania.

## Participantes
| Austria Vienna (5°)    | LASK (6°)                  | Ried (7°)             | Ataka-Aura Minsk (4°)  |
| Lierse (5°)            | Standard Liège (6°)        | Charleroi (7°)        | CSKA Sofia (5°)        |
| Spartak Varna (6°)     | Segesta (2°)               | Apollon Limassol (5°) | Kaučuk Opava (6°)      |
| Aalborg (5°)           | Silkeborg (6°)             | Copenhague (7°)       | Narva Trans (5°)       |
| B68 Toftir (3°)        | Jaro (5°)                  | Nantes (7°)           | Rennes (8°)            |
| Strasbourg (9°)        | Guingamp (10°)             | Kolkheti Poti (3°)    | Karlsruhe (7°)         |
| 1860 Múnich (8°)       | Werder Bremen (9°)         | Stuttgart (10°)       | Vasas (7°)             |
| Keflavík (4°)          | Sligo Rovers (3°)          | Hapoel Haifa (4°)     | Hapoel Tel Aviv (5°)   |
| Daugava (5°)           | Kaunas (4°)                | Hibernians (4°)       | Heerenveen (7°)        |
| Groningen (9°)         | Cliftonville (6°)          | Lillestrøm (4°)       | ŁKS Łódź (4°)          |
| Zagłębie Lubin (10°)   | Universitatea Craiova (4°) | Dinamo Bucharest (5°) | Rotor Volgograd (7°)   |
| Uralmash (8°)          | KAMAZ (9°)                 | Spartak Trnava (3°)   | Maribor (4°)           |
| Örebro (5°)            | Djurgården (6°)            | Örgryte (7°)          | Luzern (5°)            |
| Basel (6°)             | Kocaelispor (5°)           | Gaziantepspor (6°)    | Antalyaspor (7°)       |
| Shakhtar Donetsk (10°) | Conwy United (3°)          | Zemun (1°)            | Čukarički Stankom (6°) |

## Fase de grupos
Los 60 equipos fueron distribuidos en 12 grupos de 5 equipos, los cuales se enrentaron a una vuelta todos contra todos, pero a diferencia de la edición pasada, solamente el vencedor de cada grupo avanzó a la siguiente ronda.

### Grupo 1
| Pos. | Equipo         | Pts. | PJ | G | E | P | GF | GC | Dif. | Clasificación |
| ---- | -------------- | ---- | -- | - | - | - | -- | -- | ---- | ------------- |
| 1    | Standard Liège | 10   | 4  | 3 | 1 | 0 | 8  | 2  | +6   | Semifinales   |
| 2    | Aalborg        | 9    | 4  | 3 | 0 | 1 | 10 | 5  | +5   |               |
| 3    | Stuttgart      | 6    | 4  | 2 | 0 | 2 | 8  | 4  | +4   |               |
| 4    | Hapoel Haifa   | 2    | 4  | 0 | 2 | 2 | 7  | 12 | −5   |               |
| 5    | Cliftonville   | 1    | 4  | 0 | 1 | 3 | 2  | 12 | −10  |               |

 Fuente: rsssf.com
| 22-6-1996 | Cliftonville | 0–3 | Standard Liège                   | Solitude, Belfast                                     |                                                       |
|           |              |     | Goossens 11', 58' · Bisconti 84' | Asistencia: 630 espectadores Árbitro(s): Mike McCurry | Asistencia: 630 espectadores Árbitro(s): Mike McCurry |

| 23-6-1996 | Aalborg                                               | 5–4 | Hapoel Haifa                                                 | Aalborg Stadium, Aalborg                               |                                                        |
|           | P. Rasmussen 4', 21', 24' · Madsen 25' · Simonsen 68' |     | Turgeman 64' · Banin 69' (pen.) · Leibovitz 82' · Kaplan 87' | Asistencia: 1,125 espectadores Árbitro(s): Graham Poll | Asistencia: 1,125 espectadores Árbitro(s): Graham Poll |

| 29-6-1996 | Stuttgart | 0–1 | Aalborg      | Gottlieb-Daimler-Stadion, Stuttgart                     |                                                         |
|           |           |     | Grønkjær 29' | Asistencia: 4,981 espectadores Árbitro(s): Jan Wegereef | Asistencia: 4,981 espectadores Árbitro(s): Jan Wegereef |

| 30-6-1996 | Hapoel Haifa | 1–1 | Cliftonville | Nahariya Municipal Stadium, Nahariya                      |                                                           |
|           | Turgeman 7'  |     | Strang 71'   | Asistencia: 850 espectadores Árbitro(s): Costas Kapitanis | Asistencia: 850 espectadores Árbitro(s): Costas Kapitanis |

| 6-7-1996 | Cliftonville | 1–4 | Stuttgart                       | Solitude, Belfast                                    |                                                      |
|          | Stokes 78'   |     | Élber 10', 45', 87' · Grimm 83' | Asistencia: 630 espectadores Árbitro(s): Alain Hamer | Asistencia: 630 espectadores Árbitro(s): Alain Hamer |

| 7-7-1996 | Standard Liège              | 2–2 | Hapoel Haifa            | Stade Maurice Dufrasne, Liège                          |                                                        |
|          | Wamberto 48' · Edmílson 52' |     | Turgeman 2' · Zuabi 81' | Asistencia: 6,486 espectadores Árbitro(s): Roland Beck | Asistencia: 6,486 espectadores Árbitro(s): Roland Beck |

| 13-7-1996 | Stuttgart | 0–2 | Standard Liège                 | Gottlieb-Daimler-Stadion, Stuttgart                       |                                                           |
|           |           |     | Edmílson 36' · Krupniković 89' | Asistencia: 6,421 espectadores Árbitro(s): Kurt Zuppinger | Asistencia: 6,421 espectadores Árbitro(s): Kurt Zuppinger |

| 14-7-1996 | Aalborg                                         | 4–0 | Cliftonville | Aalborg Stadium, Aalborg                                  |                                                           |
|           | Andersen 49', 90' · Thomasberg 89' · Madsen 90' |     |              | Asistencia: 2,875 espectadores Árbitro(s): Sven Kjelbrott | Asistencia: 2,875 espectadores Árbitro(s): Sven Kjelbrott |

| 20-7-1996 | Hapoel Haifa | 0–4 | Stuttgart                                      | Nahariya Municipal Stadium, Nahariya                            |                                                                 |
|           |              |     | Hagner 45', 58' · Balakov 54' · Sigurðsson 70' | Asistencia: 2,500 espectadores Árbitro(s): Vladimir Ovchinnikov | Asistencia: 2,500 espectadores Árbitro(s): Vladimir Ovchinnikov |

| 20-7-1996 | Standard Liège          | 1–0 | Aalborg | Stade Maurice Dufrasne, Liège                                 |                                                               |
|           | H. Rasmussen 48' (a.g.) |     |         | Asistencia: 9,017 espectadores Árbitro(s): Vítor Melo Pereira | Asistencia: 9,017 espectadores Árbitro(s): Vítor Melo Pereira |

### Grupo 2
| Pos. | Equipo           | Pts. | PJ | G | E | P | GF | GC | Dif. | Clasificación |
| ---- | ---------------- | ---- | -- | - | - | - | -- | -- | ---- | ------------- |
| 1    | LASK             | 12   | 4  | 4 | 0 | 0 | 11 | 1  | +10  | Semifinales   |
| 2    | Werder Bremen    | 9    | 4  | 3 | 0 | 1 | 8  | 5  | +3   |               |
| 3    | Djurgården       | 6    | 4  | 2 | 0 | 2 | 15 | 6  | +9   |               |
| 4    | Apollon Limassol | 3    | 4  | 1 | 0 | 3 | 4  | 13 | −9   |               |
| 5    | B68 Toftir       | 0    | 4  | 0 | 0 | 4 | 2  | 15 | −13  |               |

 Fuente: rsssf.com
| 22-6-1996 | Apollon Limassol | 0–2 | Werder Bremen             | Tsirio Stadium, Limassol                               |                                                        |
|           |                  |     | Labbadia 24' · Herzog 62' | Asistencia: 300 espectadores Árbitro(s): Adrian Stoica | Asistencia: 300 espectadores Árbitro(s): Adrian Stoica |

| 23-6-1996 | LASK                  | 2–0 | Djurgården | Union-Stadion, Wels                                   |                                                       |
|           | Westerthaler 41', 88' |     |            | Asistencia: 632 espectadores Árbitro(s): Attila Juhos | Asistencia: 632 espectadores Árbitro(s): Attila Juhos |

| 29-6-1996 | B68 Toftir | 0–4 | LASK                                                          | Svangaskarð, Toftir                                     |                                                         |
|           |            |     | Metlitskiy 14' · Westerthaler 19' · Dubajić 21' · Duspara 30' | Asistencia: 50 espectadores Árbitro(s): Patrick Dempsey | Asistencia: 50 espectadores Árbitro(s): Patrick Dempsey |

| 30-6-1996 | Djurgården                                                                  | 8–0 | Apollon Limassol | Stockholm Olympic Stadium, Stockholm                         |                                                              |
|           | Eskelinen 2', 72', 90' · Dahlström 9', 33', 62' · Andersson 17' · Banda 36' |     |                  | Asistencia: 575 espectadores Árbitro(s): Zbigniew Przesmycki | Asistencia: 575 espectadores Árbitro(s): Zbigniew Przesmycki |

| 6-7-1996 | Apollon Limassol                                        | 4–1 | B68 Toftir     | Tsirio Stadium, Limassol                              |                                                       |
|          | Sofokleous 27' · Kais 32' · Marneros 42' · Tsolakis 53' |     | Johannesen 63' | Asistencia: 162 espectadores Árbitro(s): Yevi Kollari | Asistencia: 162 espectadores Árbitro(s): Yevi Kollari |

| 7-7-1996 | Werder Bremen                              | 3–2 | Djurgården                             | Weser-Stadion, Bremen                                    |                                                          |
|          | Brand 17' · Hobsch 26' · Pfeifenberger 66' |     | Andersson 3' · Júnior Baiano 9' (a.g.) | Asistencia: 19,895 espectadores Árbitro(s): Ľuboš Micheľ | Asistencia: 19,895 espectadores Árbitro(s): Ľuboš Micheľ |

| 13-7-1996 | B68 Toftir | 0–2 | Werder Bremen                    | Svangaskarð, Toftir                                      |                                                          |
|           |            |     | Pfeifenberger 33' · Labbadia 59' | Asistencia: 517 espectadores Árbitro(s): Claus Bo Larsen | Asistencia: 517 espectadores Árbitro(s): Claus Bo Larsen |

| 13-7-1996 | LASK                     | 2–0 | Apollon Limassol | Union-Stadion, Wels                                           |                                                               |
|           | Metlitskiy 2' · Unger 7' |     |                  | Asistencia: 1,500 espectadores Árbitro(s): Slavoljub Đorđević | Asistencia: 1,500 espectadores Árbitro(s): Slavoljub Đorđević |

| 20-7-1996 | Djurgården                                               | 5–1 | B68 Toftir   | Stockholm Olympic Stadium, Stockholm                   |                                                        |
|           | Stojcevski 17' · Dahlström 22', 59' · Eskelinen 42', 48' |     | Højgaard 80' | Asistencia: 365 espectadores Árbitro(s): Oleg Timofeev | Asistencia: 365 espectadores Árbitro(s): Oleg Timofeev |

| 20-7-1996 | Werder Bremen            | 1–3 | LASK                         | Weser-Stadion, Bremen                                     |                                                           |
|           | Pfeifenberger 56' (pen.) |     | Kauz 50', 90' · Scharrer 86' | Asistencia: 25,000 espectadores Árbitro(s): Fernand Meese | Asistencia: 25,000 espectadores Árbitro(s): Fernand Meese |

### Grupo 3
| Pos. | Equipo         | Pts. | PJ | G | E | P | GF | GC | Dif. | Clasificación |
| ---- | -------------- | ---- | -- | - | - | - | -- | -- | ---- | ------------- |
| 1    | Örebro         | 10   | 4  | 3 | 1 | 0 | 12 | 6  | +6   | Semifinales   |
| 2    | Copenhagen     | 10   | 4  | 3 | 1 | 0 | 7  | 4  | +3   |               |
| 3    | Maribor        | 4    | 4  | 1 | 1 | 2 | 4  | 5  | −1   |               |
| 4    | Austria Vienna | 3    | 4  | 1 | 0 | 3 | 9  | 8  | +1   |               |
| 5    | Keflavík       | 1    | 4  | 0 | 1 | 3 | 2  | 11 | −9   |               |

 Fuente: rsssf.com
| 22-6-1996 | Maribor                                          | 3–0 | Austria Vienna | Ljudski vrt, Maribor                                   |                                                        |
|           | Šimundža 1' · Ljubobratović 26' · Kek 73' (pen.) |     |                | Asistencia: 1,500 espectadores Árbitro(s): Vencel Tóth | Asistencia: 1,500 espectadores Árbitro(s): Vencel Tóth |

| 23-6-1996 | Örebro                                      | 3–1 | Keflavík     | Eyravallen, Örebro                                          |                                                             |
|           | Guðjohnsen 29' · Sahlin 37' · Wallinder 48' |     | Gylfason 51' | Asistencia: 524 espectadores Árbitro(s): Algirdas Dubinskas | Asistencia: 524 espectadores Árbitro(s): Algirdas Dubinskas |

| 29-6-1996 | Copenhague                     | 2–2 | Örebro                     | Parken Stadium, Copenhague                                |                                                           |
|           | Morten Nielsen 12' · Perez 79' |     | Sahlin 16' · Kubisztal 85' | Asistencia: 1,515 espectadores Árbitro(s): Georg Dardenne | Asistencia: 1,515 espectadores Árbitro(s): Georg Dardenne |

| 29-6-1996 | Keflavík | 0–0 | Maribor | Keflavíkurvöllur, Keflavík                            |  |
|           |          |     |         | Asistencia: 250 espectadores Árbitro(s): Brian Lawlor |  |

| 6-7-1996 | Austria Vienna                                        | 6–0 | Keflavík | Franz Horr Stadium, Vienna                               |                                                          |
|          | Brunmayr 9', 48', 85' · Kellner 24', 72' · Flögel 33' |     |          | Asistencia: 800 espectadores Árbitro(s): Dimitar Momirov | Asistencia: 800 espectadores Árbitro(s): Dimitar Momirov |

| 6-7-1996 | Maribor | 0–1 | Copenhague   | Ljudski vrt, Maribor                                     |                                                          |
|          |         |     | Johansen 33' | Asistencia: 3,500 espectadores Árbitro(s): Loizos Loizou | Asistencia: 3,500 espectadores Árbitro(s): Loizos Loizou |

| 13-7-1996 | Copenhague      | 2–1 | Austria Vienna | Parken Stadium, Copenhague                                |                                                           |
|           | Šestan 52', 67' |     | Ogris 24'      | Asistencia: 2,894 espectadores Árbitro(s): Claude Colombo | Asistencia: 2,894 espectadores Árbitro(s): Claude Colombo |

| 14-7-1996 | Örebro                                                          | 4–1 | Maribor   | Eyravallen, Örebro                                            |                                                               |
|           | Milinovič 5' (a.g.) · Jónsson 28' · Tjernström 65' · Sahlin 78' |     | Žurman 8' | Asistencia: 3,000 espectadores Árbitro(s): Gennady Yakubovsky | Asistencia: 3,000 espectadores Árbitro(s): Gennady Yakubovsky |

| 20-7-1996 | Keflavík           | 1–2 | Copenhague             | Keflavíkurvöllur, Keflavík                           |                                                      |
|           | Nielsen 61' (a.g.) |     | Larsen 12' · Perez 84' | Asistencia: 91 espectadores Árbitro(s): Brian Lawlor | Asistencia: 91 espectadores Árbitro(s): Brian Lawlor |

| 20-7-1996 | Austria Vienna            | 2–3 | Örebro                                      | Franz Horr Stadium, Vienna                                    |                                                               |
|           | Brunmayr 11' · Flögel 52' |     | Sahlin 59' · Kubisztal 66' · Guðjohnsen 75' | Asistencia: 1,000 espectadores Árbitro(s): Andreas Schluchter | Asistencia: 1,000 espectadores Árbitro(s): Andreas Schluchter |

### Grupo 4
| Pos. | Equipo         | Pts. | PJ | G | E | P | GF | GC | Dif. | Clasificación |
| ---- | -------------- | ---- | -- | - | - | - | -- | -- | ---- | ------------- |
| 1    | Silkeborg      | 10   | 4  | 3 | 1 | 0 | 11 | 2  | +9   | Semifinales   |
| 2    | Zagłębie Lubin | 8    | 4  | 2 | 2 | 0 | 5  | 1  | +4   |               |
| 3    | Charleroi      | 5    | 4  | 1 | 2 | 1 | 5  | 5  | 0    |               |
| 4    | Ried           | 3    | 4  | 1 | 0 | 3 | 4  | 9  | −5   |               |
| 5    | Conwy United   | 1    | 4  | 0 | 1 | 3 | 1  | 9  | −8   |               |

 Fuente: rsssf.com
| 22-6-1996 | Zagłębie Lubin                 | 2–1 | Ried       | Stadion Zagłębia Lubin, Lubin                          |                                                        |
|           | Szczypkowski 37' · Kałużny 68' |     | Lesiak 32' | Asistencia: 594 espectadores Árbitro(s): Miroslav Liba | Asistencia: 594 espectadores Árbitro(s): Miroslav Liba |

| 23-6-1996 | Charleroi             | 2–4 | Silkeborg                                  | Stade du Mambourg, Charleroi                             |                                                          |
|           | Remy 35' · Brogno 51' |     | Larsen 23' · Thygesen 44', 55' · Bruun 45' | Asistencia: 1,071 espectadores Árbitro(s): Stuart Dougal | Asistencia: 1,071 espectadores Árbitro(s): Stuart Dougal |

| 29-6-1996 | Conwy United | 0–0 | Charleroi | Racecourse Ground, Wrexham                           |  |
|           |              |     |           | Asistencia: 713 espectadores Árbitro(s): Alan Snoddy |  |

| 30-6-1996 | Silkeborg | 0–0 | Zagłębie Lubin | Randers Stadium, Randers                                     |  |
|           |           |     |                | Asistencia: 1,071 espectadores Árbitro(s): Karl-Erik Nilsson |  |

| 6-7-1996 | Zagłębie Lubin                   | 3–0 | Conwy United | Stadion Zagłębia Lubin, Lubin                          |                                                        |
|          | Grzybowski 50', 72' · Górski 64' |     |              | Asistencia: 650 espectadores Árbitro(s): Štefan Tivold | Asistencia: 650 espectadores Árbitro(s): Štefan Tivold |

| 7-7-1996 | Ried | 0–3 | Silkeborg                           | Union-Stadion, Wels                                           |                                                               |
|          |      |     | Reese 28' · Joković 48' · Bruun 74' | Asistencia: 700 espectadores Árbitro(s): Juan Fernández Marín | Asistencia: 700 espectadores Árbitro(s): Juan Fernández Marín |

| 13-7-1996 | Conwy United | 1–2 | Ried                               | Racecourse Ground, Wrexham                           |                                                      |
|           | McAuley 4'   |     | Oerlemans 67' · Stanisavljević 81' | Asistencia: 425 espectadores Árbitro(s): Jørn Larsen | Asistencia: 425 espectadores Árbitro(s): Jørn Larsen |

| 14-7-1996 | Charleroi | 0–0 | Zagłębie Lubin | Stade du Mambourg, Charleroi                               |  |
|           |           |     |                | Asistencia: 1,040 espectadores Árbitro(s): Edgar Steinborn |  |

| 20-7-1996 | Silkeborg                                | 4–0 | Conwy United | Silkeborg Stadium, Silkeborg                              |                                                           |
|           | Fernandez 11', 86' · Duus 28' · Røll 83' |     |              | Asistencia: 1,248 espectadores Árbitro(s): Sergejus Slyva | Asistencia: 1,248 espectadores Árbitro(s): Sergejus Slyva |

| 20-7-1996 | Ried               | 1–3 | Charleroi                          | Rieder Stadion, Ried                                   |                                                        |
|           | Stanisavljević 89' |     | Fiers 65' · Brogno 70' · Balog 90' | Asistencia: 1,040 espectadores Árbitro(s): Metin Tokat | Asistencia: 1,040 espectadores Árbitro(s): Metin Tokat |

### Grupo 5
| Pos. | Equipo       | Pts. | PJ | G | E | P | GF | GC | Dif. | Clasificación |
| ---- | ------------ | ---- | -- | - | - | - | -- | -- | ---- | ------------- |
| 1    | Nantes       | 10   | 4  | 3 | 1 | 0 | 12 | 7  | +5   | Semifinales   |
| 2    | Lillestrøm   | 9    | 4  | 3 | 0 | 1 | 11 | 4  | +7   |               |
| 3    | Heerenveen   | 4    | 4  | 1 | 1 | 2 | 4  | 5  | −1   |               |
| 4    | Kaunas       | 3    | 4  | 1 | 0 | 3 | 4  | 10 | −6   |               |
| 5    | Sligo Rovers | 2    | 4  | 0 | 2 | 2 | 3  | 8  | −5   |               |

 Fuente: rsssf.com
| 22-6-1996 | Sligo Rovers | 0–0 | Heerenveen | The Showgrounds, Sligo                                     |  |
|           |              |     |            | Asistencia: 616 espectadores Árbitro(s): Eyjölfur Ólafsson |  |

| 23-6-1996 | Kaunas        | 1–4 | Lillestrøm                                          | Darius and Girėnas Stadium, Kaunas                                |                                                                   |
|           | Kirilovas 12' |     | Solbakken 44' · Sandstø 50' · Werni 53' · Giske 63' | Asistencia: 1,000 espectadores Árbitro(s): Manfred Schüttengruber | Asistencia: 1,000 espectadores Árbitro(s): Manfred Schüttengruber |

| 29-6-1996 | Nantes                           | 3–1 | Kaunas    | Stade de la Beaujoire, Nantes                            |                                                          |
|           | N'Doram 4', 60' · Gourvennec 65' |     | Žalys 68' | Asistencia: 3,355 espectadores Árbitro(s): Livio Bazzoli | Asistencia: 3,355 espectadores Árbitro(s): Livio Bazzoli |

| 29-6-1996 | Lillestrøm                                                      | 4–0 | Sligo Rovers | Åråsen Stadion, Lillestrøm |  |
|           | Stakkeland 35' · Hawtin 51' (o.g.) · Bergdølmo 52' · Ensrud 74' |     |              |                            |  |

| 6-7-1996 | Sligo Rovers                        | 3–3 | Nantes                                            | The Showgrounds, Sligo                                 |                                                        |
|          | Kenny 13' · Hawtin 20' · Rooney 70' |     | Gourvennec 21' · N'Doram 23' · Carotti 76' (pen.) | Asistencia: 1,055 espectadores Árbitro(s): Jürgen Aust | Asistencia: 1,055 espectadores Árbitro(s): Jürgen Aust |

| 7-7-1996 | Heerenveen | 0–1 | Lillestrøm          | Abe Lenstra Stadion, Heerenveen                       |                                                       |
|          |            |     | Tobiasen 71' (a.g.) | Asistencia: 4,000 espectadores Árbitro(s): Luc Huyghe | Asistencia: 4,000 espectadores Árbitro(s): Luc Huyghe |

| 13-7-1996 | Nantes                                 | 3–1 | Heerenveen  | Stade de la Beaujoire, Nantes                                    |                                                                  |
|           | Kosecki 7' · N'Doram 67' · Le Roux 78' |     | Tomasson 2' | Asistencia: 2,217 espectadores Árbitro(s): Celino Gracia Redondo | Asistencia: 2,217 espectadores Árbitro(s): Celino Gracia Redondo |

| 14-7-1996 | Kaunas                 | 1–0 | Sligo Rovers | Darius and Girėnas Stadium, Kaunas                      |                                                         |
|           | Miknevičius 71' (pen.) |     |              | Asistencia: 1,000 espectadores Árbitro(s): Mitko Mitrev | Asistencia: 1,000 espectadores Árbitro(s): Mitko Mitrev |

| 20-7-1996 | Lillestrøm        | 2–3 | Nantes                         | Åråsen Stadion, Lillestrøm                                |                                                           |
|           | Strandli 65', 68' |     | N'Doram 42', 56' · Le Roux 54' | Asistencia: 1,724 espectadores Árbitro(s): Jarmo Karhunen | Asistencia: 1,724 espectadores Árbitro(s): Jarmo Karhunen |

| 20-7-1996 | Heerenveen                               | 3–1 | Kaunas      | Abe Lenstra Stadion, Heerenveen                       |                                                       |
|           | Wouden 15' · Talan 63' · El-Khattabi 89' |     | Gvildys 13' | Asistencia: 4,000 espectadores Árbitro(s): Luc Huyghe | Asistencia: 4,000 espectadores Árbitro(s): Luc Huyghe |

### Grupo 6
| Pos. | Equipo          | Pts. | PJ | G | E | P | GF | GC | Dif. | Clasificación |
| ---- | --------------- | ---- | -- | - | - | - | -- | -- | ---- | ------------- |
| 1    | Segesta         | 10   | 4  | 3 | 1 | 0 | 7  | 3  | +4   | Semifinales   |
| 2    | Örgryte         | 8    | 4  | 2 | 2 | 0 | 8  | 2  | +6   |               |
| 3    | Luzern          | 6    | 4  | 2 | 0 | 2 | 4  | 5  | −1   |               |
| 4    | Rennes          | 4    | 4  | 1 | 1 | 2 | 5  | 5  | 0    |               |
| 5    | Hapoel Tel Aviv | 0    | 4  | 0 | 0 | 4 | 1  | 10 | −9   |               |

 Fuente: rsssf.com
| 22-6-1996 | Örgryte                          | 3–0 | Luzern | Slottsskogsvallen, Gothenburg                         |                                                       |
|           | Samuelsson 4' · Allbäck 67', 71' |     |        | Asistencia: 405 espectadores Árbitro(s): Robert Boggi | Asistencia: 405 espectadores Árbitro(s): Robert Boggi |

| 23-6-1996 | Hapoel Tel Aviv | 0–2 | Rennes             | Bloomfield Stadium, Tel Aviv                                |                                                             |
|           |                 |     | Guivarc'h 32', 34' | Asistencia: 100 espectadores Árbitro(s): Gheorge Constantin | Asistencia: 100 espectadores Árbitro(s): Gheorge Constantin |

| 29-6-1996 | Segesta   | 1–1 | Örgryte        | Gradski stadion, Sisak                                   |                                                          |
|           | Buinac 6' |     | Bertilsson 41' | Asistencia: 1,500 espectadores Árbitro(s): Marnix Sandra | Asistencia: 1,500 espectadores Árbitro(s): Marnix Sandra |

| 30-6-1996 | Luzern              | 2–0 | Hapoel Tel Aviv | Stadion Allmend, Lucerna                                   |                                                            |
|           | Wyss 47' · Sawu 67' |     |                 | Asistencia: 1,088 espectadores Árbitro(s): Sergei Tatulyan | Asistencia: 1,088 espectadores Árbitro(s): Sergei Tatulyan |

| 6-7-1996 | Hapoel Tel Aviv | 1–3 | Segesta                       | Bloomfield Stadium, Tel Aviv                         |                                                      |
|          | Brnas 1' (a.g.) |     | Vukas 20', 37' · Petrović 32' | Asistencia: 205 espectadores Árbitro(s): Oğuz Sarvan | Asistencia: 205 espectadores Árbitro(s): Oğuz Sarvan |

| 7-7-1996 | Rennes    | 1–2 | Luzern        | Stade de la Route de Lorient, Rennes                       |                                                            |
|          | Merdy 62' |     | Sawu 54', 60' | Asistencia: 1,969 espectadores Árbitro(s): Ladislav Gádoši | Asistencia: 1,969 espectadores Árbitro(s): Ladislav Gádoši |

| 13-7-1996 | Segesta                | 2–1 | Rennes        | Gradski stadion, Sisak                                   |                                                          |
|           | Buinac 17' · Vukas 47' |     | Guivarc'h 89' | Asistencia: 597 espectadores Árbitro(s): Marcello Nicchi | Asistencia: 597 espectadores Árbitro(s): Marcello Nicchi |

| 14-7-1996 | Örgryte                                        | 3–0 | Hapoel Tel Aviv | Slottsskogsvallen, Gothenburg                             |                                                           |
|           | Sjöstedt 38' · Bertilsson 88' · Samuelsson 90' |     |                 | Asistencia: 1,118 espectadores Árbitro(s): Fritz Stuchlik | Asistencia: 1,118 espectadores Árbitro(s): Fritz Stuchlik |

| 20-7-1996 | Luzern | 0–1 | Segesta         | Stadion Allmend, Lucerna                                  |                                                           |
|           |        |     | Šašivarević 81' | Asistencia: 1,400 espectadores Árbitro(s): Keimpe Zuidema | Asistencia: 1,400 espectadores Árbitro(s): Keimpe Zuidema |

| 20-7-1996 | Rennes        | 1–1 | Örgryte      | Stade de la Route de Lorient, Rennes                   |                                                        |
|           | Guivarc'h 89' |     | Karlsson 81' | Asistencia: 1,143 espectadores Árbitro(s): Paul Durkin | Asistencia: 1,143 espectadores Árbitro(s): Paul Durkin |

### Grupo 7
| Pos. | Equipo           | Pts. | PJ | G | E | P | GF | GC | Dif. | Clasificación |
| ---- | ---------------- | ---- | -- | - | - | - | -- | -- | ---- | ------------- |
| 1    | Rotor Volgograd  | 9    | 4  | 3 | 0 | 1 | 12 | 5  | +7   | Semifinales   |
| 2    | Basel            | 7    | 4  | 2 | 1 | 1 | 14 | 7  | +7   |               |
| 3    | Antalyaspor      | 6    | 4  | 2 | 0 | 2 | 7  | 7  | 0    |               |
| 4    | Shakhtar Donetsk | 4    | 4  | 1 | 1 | 2 | 5  | 8  | −3   |               |
| 5    | Ataka-Aura Minsk | 3    | 4  | 1 | 0 | 3 | 2  | 13 | −11  |               |

 Fuente: rsssf.com
| 22-6-1996 | Ataka-Aura Minsk | 0–4 | Rotor Volgograd                                | City Stadium, Molodechno                                 |                                                          |
|           |                  |     | Abramov 41' · Veretennikov 61', 63' · Orbu 69' | Asistencia: 3,000 espectadores Árbitro(s): Otar Guntadze | Asistencia: 3,000 espectadores Árbitro(s): Otar Guntadze |

| 22-6-1996 | Basel                    | 2–2     | Shakhtar Donetsk            | St. Jakob Stadium, Basel                                   |                                                            |
|           | Zuffi 12' · H. Yakin 80' | Reporte | Ostachov 22' · Pyatenko 57' | Asistencia: 2,000 espectadores Árbitro(s): Darko Cvitkovic | Asistencia: 2,000 espectadores Árbitro(s): Darko Cvitkovic |

| 29-6-1996 | Shakhtar Donetsk | 1–2 | Ataka-Aura Minsk               | Shakhtar Stadium, Donetsk                                   |                                                             |
|           | Yaksmanitsky 4'  |     | Doroshkevich 32' · Maleyev 85' | Asistencia: 8,000 espectadores Árbitro(s): Karen Nalbandyan | Asistencia: 8,000 espectadores Árbitro(s): Karen Nalbandyan |

| 29-6-1996 | Antalyaspor                | 2–5     | Basel                                                                | Isparta Atatürk Stadium, Isparta                               |                                                                |
|           | Yılmaz 2' · Kamburoğlu 34' | Reporte | Smajić 23' · Moser 25' · H. Yakin 29' · Giallanza 56' · La Placa 61' | Asistencia: 4,600 espectadores Árbitro(s): Gheorghe Constantin | Asistencia: 4,600 espectadores Árbitro(s): Gheorghe Constantin |

| 6-7-1996 | Rotor Volgograd                                 | 4–1 | Shakhtar Donetsk | Central Stadium, Volgograd                              |                                                         |
|          | Zernov 7' · Abramov 48' · Veretennikov 59', 89' |     | Kovalyov 44'     | Asistencia: 10,000 espectadores Árbitro(s): Tudor Cepoi | Asistencia: 10,000 espectadores Árbitro(s): Tudor Cepoi |

| 7-7-1996 | Ataka-Aura Minsk | 0–3 | Antalyaspor                        | City Stadium, Molodechno                         |                                                  |
|          |                  |     | N'Gole 8', 55' · Murat Özduran 38' | Asistencia: 3,500 espectadores Árbitro(s): Stahl | Asistencia: 3,500 espectadores Árbitro(s): Stahl |

| 13-7-1996 | Antalyaspor            | 2–1 | Rotor Volgograd  | Isparta Atatürk Stadium, Isparta                           |                                                            |
|           | N'Gole 14' · Khuse 21' |     | Veretennikov 70' | Asistencia: 6,000 espectadores Árbitro(s): Alfred Micallef | Asistencia: 6,000 espectadores Árbitro(s): Alfred Micallef |

| 13-7-1996 | Basel                                                             | 5–0     | Ataka-Aura Minsk | St. Jakob Stadium, Basel                               |                                                        |
|           | Nyarko 20' · Moser 22' · La Placa 42' · Frick 53' · Armentano 67' | Reporte |                  | Asistencia: 4,200 espectadores Árbitro(s): Vanco Kocev | Asistencia: 4,200 espectadores Árbitro(s): Vanco Kocev |

| 20-7-1996 | Rotor Volgograd                                 | 3–2     | Basel                       | Central Stadium, Volgograd                                    |                                                               |
|           | Niederhaus 18' · Yesipov 38' · Veretennikov 57' | Reporte | Orlando 29' · Giallanza 30' | Asistencia: 8,000 espectadores Árbitro(s): Branimir Babarogić | Asistencia: 8,000 espectadores Árbitro(s): Branimir Babarogić |

| 20-7-1996 | Shakhtar Donetsk | 1–0 | Antalyaspor | Shakhtar Stadium, Donetsk                                  |                                                            |
|           | Kriventsov 11'   |     |             | Asistencia: 1,200 espectadores Árbitro(s): Marek Kowalczyk | Asistencia: 1,200 espectadores Árbitro(s): Marek Kowalczyk |

### Grupo 8
| Pos. | Equipo        | Pts. | PJ | G | E | P | GF | GC | Dif. | Clasificación |
| ---- | ------------- | ---- | -- | - | - | - | -- | -- | ---- | ------------- |
| 1    | KAMAZ         | 10   | 4  | 3 | 1 | 0 | 8  | 3  | +5   | Semifinales   |
| 2    | 1860 Munich   | 6    | 4  | 2 | 0 | 2 | 8  | 3  | +5   |               |
| 3    | Kaučuk Opava  | 6    | 4  | 2 | 0 | 2 | 5  | 4  | +1   |               |
| 4    | Spartak Varna | 5    | 4  | 1 | 2 | 1 | 5  | 5  | 0    |               |
| 5    | ŁKS Łódź      | 1    | 4  | 0 | 1 | 3 | 1  | 12 | −11  |               |

 Fuente: rsssf.com
| 22-6-1996 | Spartak Varna     | 2–1 | 1860 Múnich | Stadion Spartak, Varna                                     |                                                            |
|           | Dimitrov 14', 32' |     | Bodden 83'  | Asistencia: 2,324 espectadores Árbitro(s): Claude Détruche | Asistencia: 2,324 espectadores Árbitro(s): Claude Détruche |

| 23-6-1996 | KAMAZ                                              | 3–0 | ŁKS Łódź | KAMAZ Stadium, Naberezhnye Chelny                          |                                                            |
|           | Klontsak 58' · Yevdokimov 64' (pen.) · Babenko 67' |     |          | Asistencia: 5,000 espectadores Árbitro(s): Vasyl Melnychuk | Asistencia: 5,000 espectadores Árbitro(s): Vasyl Melnychuk |

| 29-6-1996 | Kaučuk Opava | 1–2 | KAMAZ                      | Bazaly, Ostrava                                       |                                                       |
|           | Rozhon 67'   |     | Babenko 48' · Klontsak 70' | Asistencia: 3,000 espectadores Árbitro(s): Amit Klein | Asistencia: 3,000 espectadores Árbitro(s): Amit Klein |

| 30-6-1996 | ŁKS Łódź      | 1–1 | Spartak Varna | Stadion Miejski ŁKS, Łódź                                |                                                          |
|           | Saganowski 9' |     | Genchev 26'   | Asistencia: 1,390 espectadores Árbitro(s): Jon Skjervold | Asistencia: 1,390 espectadores Árbitro(s): Jon Skjervold |

| 6-7-1996 | Spartak Varna | 0–1 | Kaučuk Opava | Stadion Spartak, Varna                                    |                                                           |
|          |               |     | Hendrych 84' | Asistencia: 1,000 espectadores Árbitro(s): Albert Wiltgen | Asistencia: 1,000 espectadores Árbitro(s): Albert Wiltgen |

| 7-7-1996 | 1860 Múnich                           | 5–0 | ŁKS Łódź | Grünwalder Stadion, Múnich                               |                                                          |
|          | Bodden 61', 78', 88', 89' · Cerny 63' |     |          | Asistencia: 10,000 espectadores Árbitro(s): Salem Prolić | Asistencia: 10,000 espectadores Árbitro(s): Salem Prolić |

| 13-7-1996 | Kaučuk Opava | 0–2 | 1860 Múnich           | Nova Hut, Ostrava                                       |                                                         |
|           |              |     | Cerny 14' · Nowak 52' | Asistencia: 2,300 espectadores Árbitro(s): Mateo Beusan | Asistencia: 2,300 espectadores Árbitro(s): Mateo Beusan |

| 14-7-1996 | KAMAZ                       | 2–2 | Spartak Varna             | KAMAZ Stadium, Naberezhnye Chelny                         |                                                           |
|           | Zayarnyi 61' · Vinnikov 63' |     | Stanchev 7' · Genchev 45' | Asistencia: 6,000 espectadores Árbitro(s): Bohdan Benedik | Asistencia: 6,000 espectadores Árbitro(s): Bohdan Benedik |

| 20-7-1996 | ŁKS Łódź | 0–3 | Kaučuk Opava                              | Stadion Miejski ŁKS, Łódź                              |                                                        |
|           |          |     | Janoušek 32' · Baránek 74' · Rozsypal 90' | Asistencia: 500 espectadores Árbitro(s): Jon Skjervold | Asistencia: 500 espectadores Árbitro(s): Jon Skjervold |

| 20-7-1996 | 1860 Múnich | 0–1 | KAMAZ           | Grünwalder Stadion, Múnich                                 |                                                            |
|           |             |     | Jishkariani 70' | Asistencia: 20,600 espectadores Árbitro(s): Philippe Leduc | Asistencia: 20,600 espectadores Árbitro(s): Philippe Leduc |

### Grupo 9
| Pos. | Equipo                | Pts. | PJ | G | E | P | GF | GC | Dif. | Clasificación |
| ---- | --------------------- | ---- | -- | - | - | - | -- | -- | ---- | ------------- |
| 1    | Karlsruhe             | 10   | 4  | 3 | 1 | 0 | 7  | 2  | +5   | Semifinales   |
| 2    | Universitatea Craiova | 9    | 4  | 3 | 0 | 1 | 7  | 3  | +4   |               |
| 3    | Spartak Trnava        | 7    | 4  | 2 | 1 | 1 | 11 | 3  | +8   |               |
| 4    | Daugava               | 3    | 4  | 1 | 0 | 3 | 4  | 12 | −8   |               |
| 5    | Čukarički Stankom     | 0    | 4  | 0 | 0 | 4 | 2  | 11 | −9   |               |

 Fuente: rsssf.com
| 22-6-1996 | Spartak Trnava               | 3–0 | Čukarički Stankom | Anton Malatinský Stadium, Trnava                         |                                                          |
|           | Kostka 17' · Ujlaky 23', 33' |     |                   | Asistencia: 1,818 espectadores Árbitro(s): Konrad Plautz | Asistencia: 1,818 espectadores Árbitro(s): Konrad Plautz |

| 23-6-1996 | Universitatea Craiova                | 3–0 | Daugava | Stadionul Central, Craiova                              |                                                         |
|           | Ungur 37', 51' (pen.) · Florescu 71' |     |         | Asistencia: 703 espectadores Árbitro(s): Srečko Kandare | Asistencia: 703 espectadores Árbitro(s): Srečko Kandare |

| 29-6-1996 | Karlsruhe       | 1–0 | Universitatea Craiova | Wildparkstadion, Karlsruhe                                 |                                                            |
|           | Curt 88' (a.g.) |     |                       | Asistencia: 4,500 espectadores Árbitro(s): Lucílio Batista | Asistencia: 4,500 espectadores Árbitro(s): Lucílio Batista |

| 30-6-1996 | Daugava | 0–6 | Spartak Trnava                                                       | Daugava Stadium, Riga                                       |                                                             |
|           |         |     | Polyansky 7' (a.g.) · Timko 26' · Šimon 40', 62', 84' · Formanko 63' | Asistencia: 1,500 espectadores Árbitro(s): Lennart Elofsson | Asistencia: 1,500 espectadores Árbitro(s): Lennart Elofsson |

| 6-7-1996 | Spartak Trnava | 1–1 | Karlsruhe  | Anton Malatinský Stadium, Trnava                         |                                                          |
|          | Šimon 39'      |     | Keller 14' | Asistencia: 1,818 espectadores Árbitro(s): Sándor Piller | Asistencia: 1,818 espectadores Árbitro(s): Sándor Piller |

| 7-7-1996 | Čukarički Stankom | 1–3 | Daugava                                   | Partizan Stadium, Belgrade                             |                                                        |
|          | Vignjević 32'     |     | Butkus 16' · Verbitsky 47' · Miholaps 54' | Asistencia: 98 espectadores Árbitro(s): Sergei Anokhin | Asistencia: 98 espectadores Árbitro(s): Sergei Anokhin |

| 13-7-1996 | Karlsruhe                               | 3–0 | Čukarički Stankom | Wildparkstadion, Karlsruhe                                     |                                                                |
|           | Schmitt 11' · Schuster 28' · Dundee 73' |     |                   | Asistencia: 5,500 espectadores Árbitro(s): José Núñez Manrique | Asistencia: 5,500 espectadores Árbitro(s): José Núñez Manrique |

| 14-7-1996 | Universitatea Craiova  | 2–1 | Spartak Trnava   | Stadionul Central, Craiova                            |                                                       |
|           | Ganea 9' · Popescu 19' |     | David 26' (a.g.) | Asistencia: 360 espectadores Árbitro(s): Daood Suheil | Asistencia: 360 espectadores Árbitro(s): Daood Suheil |

| 20-7-1996 | Daugava      | 1–2 | Karlsruhe                | Daugava Stadium, Riga                                    |                                                          |
|           | Miholaps 33' |     | Wittwer 26' · Hengen 58' | Asistencia: 3,500 espectadores Árbitro(s): Mikko Vuorela | Asistencia: 3,500 espectadores Árbitro(s): Mikko Vuorela |

| 20-7-1996 | Čukarički Stankom | 1–2 | Universitatea Craiova     | Partizan Stadium, Belgrade                              |                                                         |
|           | Antunović 28'     |     | Cristescu 53' · Ungur 61' | Asistencia: 43 espectadores Árbitro(s): Pascal Garibian | Asistencia: 43 espectadores Árbitro(s): Pascal Garibian |

### Grupo 10
| Pos. | Equipo        | Pts. | PJ | G | E | P | GF | GC | Dif. | Clasificación |
| ---- | ------------- | ---- | -- | - | - | - | -- | -- | ---- | ------------- |
| 1    | Lierse        | 9    | 4  | 3 | 0 | 1 | 6  | 3  | +3   | Semifinales   |
| 2    | Vasas         | 7    | 4  | 2 | 1 | 1 | 9  | 5  | +4   |               |
| 3    | Groningen     | 5    | 4  | 1 | 2 | 1 | 7  | 5  | +2   |               |
| 4    | Gaziantepspor | 5    | 4  | 1 | 2 | 1 | 4  | 4  | 0    |               |
| 5    | Narva Trans   | 1    | 4  | 0 | 1 | 3 | 2  | 11 | −9   |               |

 Fuente: rsssf.com
| 22-6-1996 | Vasas                       | 2–0 | Lierse | Fáy utcai Stadion, Budapest                              |                                                          |
|           | Sandjon 34' · Galaschek 72' |     |        | Asistencia: 376 espectadores Árbitro(s): Tomasz Mikulski | Asistencia: 376 espectadores Árbitro(s): Tomasz Mikulski |

| 23-6-1996 | Groningen       | 1–1 | Gaziantepspor | Stadion Oosterpark, Groningen                               |                                                             |
|           | Gall 39' (pen.) |     | Akçevre 77'   | Asistencia: 3,977 espectadores Árbitro(s): Richard O'Hanlon | Asistencia: 3,977 espectadores Árbitro(s): Richard O'Hanlon |

| 29-6-1996 | Narva Trans | 1–4 | Groningen                                   | Narva Kreenholm Stadium, Narva                          |                                                         |
|           | Zamorski 3' |     | Veenhof 26' · Gorré 49', 81' · Kooistra 53' | Asistencia: 127 espectadores Árbitro(s): Taras Bezubyak | Asistencia: 127 espectadores Árbitro(s): Taras Bezubyak |

| 30-6-1996 | Gaziantepspor                   | 3–2 | Vasas                         | Gaziantep Kamil Ocak Stadium, Gaziantep                  |                                                          |
|           | Gönülaçar 38', 42' · İkizer 55' |     | Fischer 15' · Szilveszter 44' | Asistencia: 6,155 espectadores Árbitro(s): Charles Agius | Asistencia: 6,155 espectadores Árbitro(s): Charles Agius |

| 6-7-1996 | Vasas                                     | 4–1 | Narva Trans  | Fáy utcai Stadion, Budapest                                 |                                                             |
|          | Fischer 26', 87' · Váczi 56' · Koltai 90' |     | Golitsõn 75' | Asistencia: 825 espectadores Árbitro(s): Dan Dragoş Crăciun | Asistencia: 825 espectadores Árbitro(s): Dan Dragoş Crăciun |

| 7-7-1996 | Lierse             | 1–0 | Gaziantepspor | Herman Vanderpoortenstadion, Lier                          |                                                            |
|          | Van Kerckhoven 61' |     |               | Asistencia: 6,500 espectadores Árbitro(s): Knud Stadsgaard | Asistencia: 6,500 espectadores Árbitro(s): Knud Stadsgaard |

| 13-7-1996 | Narva Trans | 0–3 | Lierse                                         | Narva Kreenholm Stadium, Narva                              |                                                             |
|           |             |     | Van Kerckhoven 17' · Rekdal 51' · Zé Filho 72' | Asistencia: 60 espectadores Árbitro(s): Peter Lerchenmüller | Asistencia: 60 espectadores Árbitro(s): Peter Lerchenmüller |

| 14-7-1996 | Groningen | 1–1 | Vasas       | Stadion Oosterpark, Groningen                                    |                                                                  |
|           | Rosén 73' |     | Fischer 28' | Asistencia: 1,963 espectadores Árbitro(s): Lutz-Michael Fröhlich | Asistencia: 1,963 espectadores Árbitro(s): Lutz-Michael Fröhlich |

| 20-7-1996 | Gaziantepspor | 0–0 | Narva Trans | Gaziantep Kamil Ocak Stadium, Gaziantep                      |  |
|           |               |     |             | Asistencia: 3,054 espectadores Árbitro(s): Merab Malagurazde |  |

| 20-7-1996 | Lierse                            | 2–1 | Groningen  | Herman Vanderpoortenstadion, Lier                          |                                                            |
|           | Van Kerckhoven 30' · Zé Filho 85' |     | Koeman 62' | Asistencia: 4,281 espectadores Árbitro(s): Stefano Braschi | Asistencia: 4,281 espectadores Árbitro(s): Stefano Braschi |

### Grupo 11
| Pos. | Equipo      | Pts. | PJ | G | E | P | GF | GC | Dif. | Clasificación |
| ---- | ----------- | ---- | -- | - | - | - | -- | -- | ---- | ------------- |
| 1    | Uralmash    | 10   | 4  | 3 | 1 | 0 | 7  | 3  | +4   | Semifinales   |
| 2    | CSKA Sofia  | 7    | 4  | 2 | 1 | 1 | 8  | 4  | +4   |               |
| 3    | Strasbourg  | 6    | 4  | 1 | 3 | 0 | 4  | 2  | +2   |               |
| 4    | Kocaelispor | 4    | 4  | 1 | 1 | 2 | 7  | 9  | −2   |               |
| 5    | Hibernians  | 0    | 4  | 0 | 0 | 4 | 5  | 13 | −8   |               |

 Fuente: rsssf.com
| 22-6-1996 | Hibernians  | 1–2 | Uralmash                        | Hibernians Ground, Paola                               |                                                        |
|           | Crawley 86' |     | Yamlikhanov 46' · Khankeyev 80' | Asistencia: 2,000 espectadores Árbitro(s): John Ashman | Asistencia: 2,000 espectadores Árbitro(s): John Ashman |

| 23-6-1996 | Kocaelispor | 1–3 | CSKA Sofia                  | İzmit İsmetpaşa Stadium, İzmit                            |                                                           |
|           | Moshoeu 52' |     | Zhabov 9', 74' · Nankov 45' | Asistencia: 15,376 espectadores Árbitro(s): Werner Müller | Asistencia: 15,376 espectadores Árbitro(s): Werner Müller |

| 29-6-1996 | Strasbourg | 1–1 | Kocaelispor   | Stade de la Meinau, Strasbourg                         |                                                        |
|           | Collet 70' |     | Dąbrowski 79' | Asistencia: 6,704 espectadores Árbitro(s): Hugo Luyten | Asistencia: 6,704 espectadores Árbitro(s): Hugo Luyten |

| 29-6-1996 | CSKA Sofia                                                 | 4–1 | Hibernians | Balgarska Armia Stadium, Sofía                          |                                                         |
|           | Voynov 37' (pen.) · Deyanov 60' · Vidolov 62' · Zhabov 67' |     | Delia 78'  | Asistencia: 2,000 espectadores Árbitro(s): Pavlín Jirků | Asistencia: 2,000 espectadores Árbitro(s): Pavlín Jirků |

| 6-7-1996 | Hibernians | 0–2 | Strasbourg                  | Hibernians Ground, Paola                            |                                                     |
|          |            |     | Baticle 10' · Rodriguez 29' | Asistencia: 700 espectadores Árbitro(s): Luan Zylfo | Asistencia: 700 espectadores Árbitro(s): Luan Zylfo |

| 6-7-1996 | Uralmash          | 2–1 | CSKA Sofia   | Central Stadium, Yekaterinburg                            |                                                           |
|          | Litvinov 34', 58' |     | Slavchev 23' | Asistencia: 4,000 espectadores Árbitro(s): Sergey Shmolik | Asistencia: 4,000 espectadores Árbitro(s): Sergey Shmolik |

| 13-7-1996 | Strasbourg  | 1–1 | Uralmash     | Stade de la Meinau, Strasbourg                                            |                                                                           |
|           | Baticle 35' |     | Litvinov 41' | Asistencia: 8,000 espectadores Árbitro(s): Jorge Emanuel Monteiro Coroado | Asistencia: 8,000 espectadores Árbitro(s): Jorge Emanuel Monteiro Coroado |

| 14-7-1996 | Kocaelispor                                     | 5–3 | Hibernians                    | İzmit İsmetpaşa Stadium, İzmit                              |                                                             |
|           | Faruk 2', 12' · Dąbrowski 18', 32' · Saffet 53' |     | Attard 32', 75' · Crawley 40' | Asistencia: 1,873 espectadores Árbitro(s): Tahir Suleymanov | Asistencia: 1,873 espectadores Árbitro(s): Tahir Suleymanov |

| 20-7-1996 | CSKA Sofia | 0–0 | Strasbourg | Balgarska Armia Stadium, Sofía                            |  |
|           |            |     |            | Asistencia: 7,000 espectadores Árbitro(s): Valeriy Onufer |  |

| 20-7-1996 | Uralmash                | 2–0 | Kocaelispor | Central Stadium, Yekaterinburg                          |                                                         |
|           | Osinov 2' · Kokarev 56' |     |             | Asistencia: 3,000 espectadores Árbitro(s): Mika Peltola | Asistencia: 3,000 espectadores Árbitro(s): Mika Peltola |

### Grupo 12
| Pos. | Equipo           | Pts. | PJ | G | E | P | GF | GC | Dif. | Clasificación |
| ---- | ---------------- | ---- | -- | - | - | - | -- | -- | ---- | ------------- |
| 1    | Guingamp         | 10   | 4  | 3 | 1 | 0 | 6  | 2  | +4   | Semifinales   |
| 2    | Zemun            | 9    | 4  | 3 | 0 | 1 | 8  | 6  | +2   |               |
| 3    | Jaro             | 7    | 4  | 2 | 1 | 1 | 6  | 3  | +3   |               |
| 4    | Dinamo Bucharest | 3    | 4  | 1 | 0 | 3 | 4  | 6  | −2   |               |
| 5    | Kolkheti Poti    | 0    | 4  | 0 | 0 | 4 | 3  | 10 | −7   |               |

 Fuente: rsssf.com
| 22-6-1996 | Jaro | 0–0 | Guingamp | Jakobstads Centralplan, Jakobstad                      |  |
|           |      |     |          | Asistencia: 1,805 espectadores Árbitro(s): Terje Hauge |  |

| 23-6-1996 | Zemun                  | 2–1 | Dinamo Bucharest | Red Star Stadium, Belgrade                               |                                                          |
|           | Inđić 69' · Džodić 83' |     | Coporan 51'      | Asistencia: 600 espectadores Árbitro(s): Vladimír Hriňák | Asistencia: 600 espectadores Árbitro(s): Vladimír Hriňák |

| 29-6-1996 | Kolkheti Poti                 | 2–3 | Zemun                              | Central Stadium, Batumi                                |                                                        |
|           | Ambidze 2' · Kikliashvili 67' |     | Isailović 10', 25' · Radulović 26' | Asistencia: 3,000 espectadores Árbitro(s): Vahap Beyaz | Asistencia: 3,000 espectadores Árbitro(s): Vahap Beyaz |

| 30-6-1996 | Dinamo Bucharest | 0–2 | Jaro                         | Stadionul Dinamo, Bucharest                                |                                                            |
|           |                  |     | Vanhala 19' · Yeryomenko 51' | Asistencia: 1,006 espectadores Árbitro(s): Herman van Dijk | Asistencia: 1,006 espectadores Árbitro(s): Herman van Dijk |

| 6-7-1996 | Jaro                          | 2–0 | Kolkheti Poti | Jakobstads Centralplan, Jakobstad                         |                                                           |
|          | Yeryomenko 7' · Vidjeskog 68' |     |               | Asistencia: 1,549 espectadores Árbitro(s): George Keatley | Asistencia: 1,549 espectadores Árbitro(s): George Keatley |

| 7-7-1996 | Guingamp                 | 2–1 | Dinamo Bucharest | Stade du Roudourou, Guingamp                                   |                                                                |
|          | Carnot 43' · Jóźwiak 70' |     | Petre 67'        | Asistencia: 4,392 espectadores Árbitro(s): Alfredo Trentalange | Asistencia: 4,392 espectadores Árbitro(s): Alfredo Trentalange |

| 13-7-1996 | Kolkheti Poti | 1–3 | Guingamp                                | Fazisi Stadium, Poti                                      |                                                           |
|           | Ambidze 70'   |     | Carnot 22' · Baret 59' · Horlaville 64' | Asistencia: 2,500 espectadores Árbitro(s): Andrey Butenko | Asistencia: 2,500 espectadores Árbitro(s): Andrey Butenko |

| 14-7-1996 | Zemun                                 | 3–2 | Jaro                         | Red Star Stadium, Belgrade                               |                                                          |
|           | Banjac 9' · Ilić 74' · Martinović 89' |     | Yeryomenko 54' · Vanhala 90' | Asistencia: 586 espectadores Árbitro(s): Vladimír Hriňák | Asistencia: 586 espectadores Árbitro(s): Vladimír Hriňák |

| 20-7-1996 | Dinamo Bucharest       | 2–0 | Kolkheti Poti | Stadionul Dinamo, Bucharest                               |                                                           |
|           | Grozavu 1' · Petre 38' |     |               | Asistencia: 600 espectadores Árbitro(s): Hermann Albrecht | Asistencia: 600 espectadores Árbitro(s): Hermann Albrecht |

| 20-7-1996 | Guingamp   | 1–0 | Zemun | Stade du Roudourou, Guingamp                            |                                                         |
|           | Carnot 23' |     |       | Asistencia: 2,695 espectadores Árbitro(s): Eric Blareau | Asistencia: 2,695 espectadores Árbitro(s): Eric Blareau |

## Semifinales
| Equipo 1       | Agr.        | Equipo 2        | Ida | Vuelta |
| -------------- | ----------- | --------------- | --- | ------ |
| Segesta        | 5–4         | Örebro          | 4–0 | 1–4    |
| Uralmash       | 2–2         | Silkeborg       | 1–2 | 1–0    |
| LASK           | 2–7         | Rotor Volgograd | 2–2 | 0–5    |
| KAMAZ          | 2–4 (t. s.) | Guingamp        | 2–0 | 0–4    |
| Standard Liège | 3–1         | Nantes          | 2–1 | 1–0    |
| Lierse         | 2–5         | Karlsruhe       | 2–3 | 0–2    |

Ida
| 27-7-1996 | Segesta                         | 4–0 | Örebro | Gradski stadion, Sisak                                 |                                                        |
|           | Tadić 44' · Vukas 48', 50', 52' |     |        | Asistencia: 3,000 espectadores Árbitro(s): Alain Hamer | Asistencia: 3,000 espectadores Árbitro(s): Alain Hamer |

| 27-7-1996 | Uralmash    | 1–2 | Silkeborg               | Central Stadium, Yekaterinburg                          |                                                         |
|           | Bakhtin 15' |     | Bruun 17' · Knudsen 18' | Asistencia: 5,500 espectadores Árbitro(s): Karol Ihring | Asistencia: 5,500 espectadores Árbitro(s): Karol Ihring |

| 27 de julio de 1996 | KAMAZ                      | 2–0 | Guingamp | KAMAZ Stadium, Naberezhnye Chelny                        |                                                          |
|                     | Babenko 33' · Zayarnyi 45' |     |          | Asistencia: 8,000 espectadores Árbitro(s): Sándor Piller | Asistencia: 8,000 espectadores Árbitro(s): Sándor Piller |

| 27-7-1996 | LASK                          | 2–2 | Rotor Volgograd       | Union-Stadion, Wels                                    |                                                        |
|           | Westerthaler 1' · Duspara 61' |     | Veretennikov 25', 29' | Asistencia: 5,000 espectadores Árbitro(s): Daud Suheil | Asistencia: 5,000 espectadores Árbitro(s): Daud Suheil |

| 28-7-1996 | Standard Liège                    | 2–1 | Nantes      | Stade Maurice Dufrasne, Liège                            |                                                          |
|           | Schepens 60' (pen.) · Lawarée 73' |     | Carotti 43' | Asistencia: 3,000 espectadores Árbitro(s): Charles Agius | Asistencia: 3,000 espectadores Árbitro(s): Charles Agius |

| 28-7-1996 | Lierse                      | 2–3 | Karlsruhe                           | Herman Vanderpoortenstadion, Lier                    |                                                      |
|           | Peeters 34' · de Roover 59' |     | Kiriakov 4' · Bähr 52' · Dundee 79' | Asistencia: 4,500 espectadores Árbitro(s): Aron Huzu | Asistencia: 4,500 espectadores Árbitro(s): Aron Huzu |

Vuelta
| 31-7-1996 | Örebro                                                   | 4–1 (Global 4-5) | Segesta   | Eyravallen, Örebro,                                      |                                                          |
|           | Kubisztal 34' · Zetterlund 42' · Sahlin 78' · Wowoah 87' |                  | Vukas 47' | Asistencia: 800 espectadores Árbitro(s): Hartmut Strampe | Asistencia: 800 espectadores Árbitro(s): Hartmut Strampe |

| 31-7-1996                                              | Silkeborg | 0–1 (Global 2-2) | Uralmash             | Silkeborg Stadion, Silkeborg                             |                                                          |
|                                                        |           |                  | Khankeyev 90' (pen.) | Asistencia: 12,000 espectadores Árbitro(s): Jan Wegereef | Asistencia: 12,000 espectadores Árbitro(s): Jan Wegereef |
| Silkeborg clasifica por la regla del gol de visitante. |           |                  |                      |                                                          |                                                          |

| 31-7-1996 | Guingamp                                                     | 4–0 (t. s.)(Global 4-2) | KAMAZ | Stade du Roudourou, Guingamp                               |                                                            |
|           | Assadourian 75' · Carnot 88' · Horlaville 97' · Moreira 105' |                         |       | Asistencia: 4,615 espectadores Árbitro(s): Sotiris Vorgias | Asistencia: 4,615 espectadores Árbitro(s): Sotiris Vorgias |

| 31-7-1996 | Rotor Volgograd                                                 | 5–0 (Global 7-2) | LASK | Central Stadium, Volgograd                                |                                                           |
|           | Berketov 40' · Veretennikov 42', 86' · Zernov 54' · Abramov 72' |                  |      | Asistencia: 22,000 espectadores Árbitro(s): Leslie Irvine | Asistencia: 22,000 espectadores Árbitro(s): Leslie Irvine |

| 31-7-1996 | Nantes | 0–1 (Global 1-3) | Standard Liège | Stade de la Beaujoire, Nantes                        |                                                      |
|           |        |                  | Edmilson 86'   | Asistencia: 9,000 espectadores Árbitro(s): Ilca Koho | Asistencia: 9,000 espectadores Árbitro(s): Ilca Koho |

| 31-7-1996 | Karlsruhe                      | 2–0 (Global 5-2) | Lierse | Wildparkstadion, Karlsruhe                              |                                                         |
|           | Häßler 14' (pen.) · Keller 31' |                  |        | Asistencia: 13,000 espectadores Árbitro(s): Rémy Harrel | Asistencia: 13,000 espectadores Árbitro(s): Rémy Harrel |

## Finales
| Equipo 1        | Agr. | Equipo 2  | Ida | Vuelta |
| --------------- | ---- | --------- | --- | ------ |
| Segesta         | 2–2  | Silkeborg | 1–2 | 1–0    |
| Rotor Volgograd | 2–2  | Guingamp  | 2–1 | 0–1    |
| Standard Liège  | 2–3  | Karlsruhe | 1–0 | 1–3    |

Ida
| 6-8-1996 | Segesta   | 1–2     | Silkeborg                | Gradski stadion, Sisak                                    |                                                           |
|          | Vukas 89' | Reporte | Fernandez 6' · Reese 66' | Asistencia: 2,000 espectadores Árbitro(s): Ryszard Wójcik | Asistencia: 2,000 espectadores Árbitro(s): Ryszard Wójcik |

| 6-8-1996 | Rotor Volgograd             | 2–1             | Guingamp       | Central Stadium, Volgograd                                 |                                                            |
|          | Zernov 52' · Tishchenko 80' | Report Reporte] | Horlaville 45' | Asistencia: 29,000 espectadores Árbitro(s): Georg Dardenne | Asistencia: 29,000 espectadores Árbitro(s): Georg Dardenne |

| 6-8-1996 | Standard Liège | 1–0     | Karlsruhe | Stade Maurice Dufrasne, Liège                                    |                                                                  |
|          | Bisconti 60'   | Reporte |           | Asistencia: 15,000 espectadores Árbitro(s): Juan Ansuátegui Roca | Asistencia: 15,000 espectadores Árbitro(s): Juan Ansuátegui Roca |

Vuelta
| 20-8-1996 | Karlsruhe                                    | 3–1 (Global 3-2) | Standard Liège | Wildparkstadion, Karlsruhe                               |                                                          |
|           | Häßler 38' (pen.) · Bender 79' · Schroth 87' | Reporte          | Lawarée 61'    | Asistencia: 22,500 espectadores Árbitro(s): Anders Frisk | Asistencia: 22,500 espectadores Árbitro(s): Anders Frisk |

| 20-8-1996                                         | Silkeborg | 0–1 (Global 2-2) | Segesta         | Silkeborg Stadion, Silkeborg                            |                                                         |
|                                                   |           | Reporte          | Šašivarević 75' | Asistencia: 3,447 espectadores Árbitro(s): Gerd Grabher | Asistencia: 3,447 espectadores Árbitro(s): Gerd Grabher |
| Silkeborg ganó por la regla del gol de visitante. |           |                  |                 |                                                         |                                                         |

| 20-8-1996                                        | Guingamp   | 1–0 (Global 2-2) | Rotor Volgograd | Stade du Roudourou, Guingamp                            |                                                         |
|                                                  | Carnot 75' | Reporte          |                 | Asistencia: 10,000 espectadores Árbitro(s): Oğuz Sarvan | Asistencia: 10,000 espectadores Árbitro(s): Oğuz Sarvan |
| Guingamp ganó por la regla del gol de visitante. |            |                  |                 |                                                         |                                                         |

## Campeones
| Bandera de Dinamarca | Bandera de Francia | Bandera de Alemania |
| Silkeborg IF         | Guingamp           | Karlsruher          |
| 1.º título           | 1.º título         | 1.º título          |